# Harmochirus rufescens
Harmochirus rufescens är en spindelart som beskrevs av Lodovico di Caporiacco 1940. Harmochirus rufescens ingår i släktet Harmochirus och familjen hoppspindlar. Inga underarter finns listade i Catalogue of Life.